# جيشارت
زهيشارت (بالروسية: Жешарт) هي مدينة في جمهورية كومي في روسيا.
يبلغ عدد سكانها حوالي 9640 نسمة.